# 克拉西夫卡 (克拉西利夫區)
49°52′9″N 26°57′56″E / 49.86917°N 26.96556°E
克拉西夫卡（烏克蘭語：Красівка）是位於烏克蘭西部的村莊，由赫梅利尼茨基州裡赫梅利尼茨基區的安東尼尼市鎮負責管轄。該村面積0.51平方公里，海拔高度316米，2001年人口175，人口密度每平方公里345.2人。